# Джошуа Спеноугъл
Джошуа Спеноугъл (на английски: Joshua Spanogle) е американски лекар и писател на произведения в жанра медицински трилър.

## Биография и творчество
Джошуа Спеноугъл е роден през 1970 г. в САЩ. В периода 1989 – 1993 г. следва в Йейлския университет, който завършва с бакалавърска степен по хуманитарни науки и театрознание. След колежа пише разкази, публикувани в малки литературни списания и първия си ръкопис на роман, който не е публикуван. През 2000 г. е редактор на EqualFooting.com. В периода 2001 – 2007 г. следва медицина в Станфордското медицинско училище към Станфордския университет, а след дипломирането си, в периода 2008 – 2011 г. специализира дерматология за докторска степен в Училището за следдипломно обучение на клиника Майо в Рочестър. Заедно с работата си пише медицински трилъри. В периода 2011 – 2012 г. получава стипендия за процедурна дерматология и хирургия по метода на Мох в Калифорнийския университет в Ървайн и работи в областта на лазерната хирургия и естетичната медицина в окръг Ориндж.
През 2012 г. става съосновател с брат си и изпълнителен директор на компанията NoviMedicine, уеб базирана платформа, която позволява виртуални посещения в дерматологичен кабинет, за дистанционна диагностика и лечение на кожни заболявания, с първоначален фокус върху акнето. В периода 2013 – 2014 г. е хирург дерматолог във Феърфийлд. В периода 2015 – 2021 г. работи като хирург дерматолог, специализиран в изчистване и реконструкция на рак на кожата, в Джаксънвил, Флорида. От 2022 г. работи като такъв в Сан Хуан Капистрано, Калифорния.
Първият му роман „Изолатор“ от поредицата „Натаниъл Маккормик“ е издаден през 2006 г. Екипът на спешното отделение на болница в Балтимор воден от д-р Натаниъл „Найт“ Маккормик се сблъсква с непознат на медицината вирус, чиито прояви са със симптоми на грип, но водят до бързо влошаване и смърт. Разследването води до много въпроси и и загадъчната смърт на един професор от Калифорнийския университет. Романът става бестселър в списъка на „Ню Йорк Таймс“ и го прави известен.
Като лекар прави и различни изследвания, които от 2017 г. публикува в научни списания.
Джошуа Спеноугъл живее със семейството си в Пало Алто.

## Произведения

### Поредица „Натаниъл Маккормик“ (Nathaniel McCormick)
1. Isolation Ward (2006)[1][2]
Изолатор, изд.: „ИнфоДАР“, София (2008), прев. Никола Костов
2. Flawless (2007)

### Екранизации
- ?? The Last Transport